# Давыденко, Юрий Иванович
Ю́рий Ива́нович Давыденко (род. 3 февраля 1943, Омск, СССР) — советский и российский тренер по парусному спорту, заслуженный тренер СССР.

## Биография
С десяти лет начал заниматься парусным спортом, тренировался на омской водной станции «Водник». Выступах на яхтах в классах «Ёрш», «Олимпик», «М», «Летучий голландец».
В 1968 году стал тренером спортивного клуба «Каучук» при омском заводе «СК», в 1973 году принял приглашение из Туапсе, где проработал полтора года. А в 1978 году переехал в Тольятти, где и проживает по настоящее время. Начинал с работы в КФК «Куйбышевгидростроя» на базе яхт-клуба «Чайка». Сначала работал с детско-юношескими классами, а после открытия школы высшего спортивного мастерства стал старшим тренером школы.
С 1975 года работал тренером в сборной команде РСФСР, был тренером в сборной СССР в классе катамаранов «Торнадо».
В настоящее время возглавляет Тольяттинское отделение парусного спорта ГБУ «СДЮСШОР № 1» Самарской области. Принимает участие в освоении новых олимпийских классов яхт «49FX» и катамаранов «Накра-17». Является президентом региональной ассоциации класса «29er».
За годы работы Юрий Давыденко подготовил десятки мастеров спорта и мастеров спорта международного класса. Воспитанники Давыденко становились чемпионами РСФСР и СССР, принимали участие в четырёх летних Олимпийских играх в классе «Торнадо». Наибольших успехов добился Юрий Коновалов — неоднократный чемпион РСФСР и СССР, победитель Спартакиады народов СССР, Игр доброй воли, чемпион Европы и мира, участник 3-х Олимпийских игр.
В 1987 году Юрию Давыденко было присвоено звание заслуженного тренера РСФСР, в 1989 — заслуженного тренера СССР.
С 2002 года  работает методистом тольяттинского отделения парусного спорта  Школы олимпийского резерва № 1.